# Chopin (Louisiane)
Pour les articles homonymes, voir Chopin (homonymie).
Chopin est une communauté non incorporée située dans la paroisse des Natchitoches, dans l’État de Louisiane, aux États-Unis. Chopin se trouve à environ 31 km au sud-est de Natchitoches, le siège de la paroisse.

## Source
- (en) Cet article est partiellement ou en totalité issu de l’article de Wikipédia en anglais intitulé « Chopin, Louisiana » (voir la liste des auteurs).